# Премудров, Кирилл Александрович
Кири́лл Алекса́ндрович Прему́дров (бел. Кірыл Аляксандравіч Прамудраў; род. 11 июня 1992, Брест) — белорусский футболист, полузащитник клуба «Торпедо-БелАЗ».

## Карьера

### Клубная
Кирилл Премудров — воспитанник СДЮСШОР № 5 города Бреста. Профессиональную карьеру начал в родном брестском «Динамо». После нескольких лет в дубле Премудрова в 2011 году пригласили в основной состав. Кирилл вполне справился с ответственностью и сумел принять участие в 15 матчах. В следующем году хавбек провел 21 матч, забил один гол. В сезоне 2013 выступал на позиции правого полузащитника. С сентября, после того как главным тренером стал Сергей Ковальчук, стал выступать в качестве опорного полузащитника. Всего за сезон провёл 30 матчей и забил 5 голов. В сезоне 2014 окончательно закрепился в качестве основного опорного полузащитника брестского клуба. Отлично начал сезон 2015, когда был притянут ближе к атаке и наладил взаимодействие с опытным Романом Василюком, благодаря чему быстро стал одним из лучших бомбардиров чемпионата. В результате, интерес к Кириллу стали проявлять разные клубы, в том числе и зарубежные.
29 июля 2015 года было объявлено о переходе Премудрова в минское «Динамо». Перейдя в столичный клуб в середине сезона, Кирилл долго адаптировался и, как следствие, провел мало времени на поле. Однако уже в следующий сезон 2016 начал игроком основного состава. В первой половине сезона 2017 потерял место в составе. В июне стало известно о возвращении Премудрова в брестское «Динамо». В составе брестчан стал выступать на позиции опорного полузащитника, чередуя выходы в стартовом составе и на замену.
В июле 2018 года был отдан в аренду столичному «Лучу», где закрепился в стартовом составе. В декабре вернулся в Брест, а в январе 2019 года расторг контракт с «Динамо» и вскоре стал игроком «Торпедо-БелАЗ». В сезоне 2019 появлялся на поле нерегулярно, в 2020 году стал чаще выходить в стартовом составе.
В январе 2021 года продлил контракт с жодинским клубом. В сезоне 2021 оставался игроком основного состава. В январе 2022 года подписал новое соглашение с «Торпедо-БелАЗ». С начала сезона 2023 — капитан команды. Стал обладателем Кубка Беларуси, где в финале 28 мая 2023 года одержал победу над борисовским БАТЭ.
По окончании сезона 2023 клубная пресс-служба сообщила о продлении трудовых отношений с основным капитаном команды. В конце сезона 2024 года продлил контракт с клубом до конца 2025 года.

### В сборной
В 2012—2013 годах принял участие в 12 матчах за молодёжную сборную Беларуси.

## Стиль игры
Специалисты отмечают универсальность игрока, способность играть в обороне и защите.

## Статистика
| Клуб             | Сезон            | Лига             | Лига | Лига | Кубки | Кубки | Еврокубки | Еврокубки | Итого | Итого |
| Клуб             | Сезон            | Турнир           | Игры | Голы | Игры  | Голы  | Игры      | Голы      | Игры  | Голы  |
| ---------------- | ---------------- | ---------------- | ---- | ---- | ----- | ----- | --------- | --------- | ----- | ----- |
| Динамо (Брест)   | 2011             | Высшая лига      | 15   | 0    | 2     | 0     | 0         | 0         | 17    | 0     |
| Динамо (Брест)   | 2012             | Высшая лига      | 21   | 1    | 3     | 3     | 0         | 0         | 24    | 4     |
| Динамо (Брест)   | 2013             | Высшая лига      | 30   | 5    | 3     | 0     | 0         | 0         | 33    | 5     |
| Динамо (Брест)   | 2014             | Высшая лига      | 29   | 3    | 3     | 0     | 0         | 0         | 32    | 3     |
| Динамо (Брест)   | 2015             | Высшая лига      | 14   | 6    | 5     | 2     | 0         | 0         | 19    | 8     |
| Динамо (Минск)   | 2015             | Высшая лига      | 8    | 1    | 3     | 0     | 5         | 0         | 16    | 1     |
| Динамо (Минск)   | 2016             | Высшая лига      | 28   | 4    | 1     | 0     | 4         | 0         | 33    | 4     |
| Динамо (Минск)   | 2017             | Высшая лига      | 8    | 0    | 2     | 1     | 0         | 0         | 10    | 1     |
| Динамо (Брест)   | 2017             | Высшая лига      | 14   | 0    | 1     | 0     | 2         | 0         | 17    | 0     |
| Динамо (Брест)   | 2018             | Высшая лига      | 10   | 0    | 4     | 0     | 0         | 0         | 14    | 0     |
| Луч (Минск)      | 2018             | Высшая лига      | 13   | 0    | 0     | 0     | 0         | 0         | 13    | 0     |
| Торпедо-БелАЗ    | 2019             | Высшая лига      | 20   | 1    | 1     | 1     | 0         | 0         | 21    | 2     |
| Торпедо-БелАЗ    | 2020             | Высшая лига      | 21   | 6    | 1     | 0     | 0         | 0         | 22    | 6     |
| Торпедо-БелАЗ    | 2021             | Высшая лига      | 24   | 3    | 3     | 0     | 0         | 0         | 27    | 3     |
| Торпедо-БелАЗ    | 2022             | Высшая лига      | 17   | 1    | 2     | 0     | 1         | 0         | 20    | 1     |
| Торпедо-БелАЗ    | 2023             | Высшая лига      | 27   | 2    | 6     | 0     | 0         | 0         | 33    | 2     |
| Торпедо-БелАЗ    | 2024             | Высшая лига      | 23   | 2    | 3     | 0     | 2         | 0         | 26    | 2     |
| Всего за карьеру | Всего за карьеру | Всего за карьеру | 322  | 35   | 43    | 7     | 14        | 0         | 379   | 42    |

## Достижения
«Торпедо-БелАЗ»
- Обладатель Кубка Беларуси: 2022/23
- Обладатель Суперкубка Беларуси: 2024